# Magyar Belsőépítész Közhasznú Egyesület
A Magyar Belsőépítész Közhasznú Egyesület, a MABE – hivatalos rövidített elnevezéssel MABE – a működő szakmai szervezetek mellett erősíteni kívánja a belsőépítészet társadalmi elismerését, kortárs alkotók, a nagyszerű előadók és az új generáció munkáinak bemutatását, megőrzését. Székhelye a Budapest, Attila út 14. szám alatt található (Szenes Design Stúdió). A Magyar Belsőépítész Közhasznú Egyesület 2004-ben alakult meg. Első elnöke Szenes István belsőépítész volt 2017-ig, utána Láng Judit-ot választották elnökké. A vezetőséghez tartozik Láng Judit elnök mellett Baliga Kornél, Kiszely Mária, Lukács Zsófia, Farkas Tibor. Az elnökség tagja volt korábban Szenes István, Tóth Tibor Pál és Márton László Attila

## Tevékenysége
A Magyar Belsőépítész Közhasznú Egyesület részt vesz a belsőépítészet társadalmi elismertetésének munkájában, a belsőépítészet nemzeti értékeinek folyamatos őrzésében és megőrzésében, feltárásában, gyarapításában. Kezdeményez és szervez tematikus kiállításokat, alkotótáborokat, konferenciákat. 
Támogatja a fiatal belsőépítészeket, közreműködik a nemzetközi és hazai szakmai szervezetek közötti együttműködés kialakításában, ápolásában, a különböző szervezetek közötti összhang megteremtésében.
A Magyar Belsőépítész Közhasznú Egyesület független művészeti egyesület, mely kezdeményezi a belsőépítészeti tevékenységhez kapcsolódó ismeretek, új anyagok és technológiák megismertetését, a gyártó és forgalmazó cégekkel való folyamatos együttműködés kiépítését. Az Egyesület tagjai érdekében tanácsot ad, naprakész információs bázist képez, javaslatot tesz, és közvetít a megbízási ügyekkel kapcsolatos megkeresésekben. Meg kívánja teremteni a magyar belsőépítészek szellemi közösségét.
A Magyar Belsőépítész Közhasznú Egyesület  tevékenységével a Magyar Alkotóművészek Országos Egyesülete, a Magyar Építészkamara Archiválva 2019. december 18-i dátummal a Wayback Machine-ben, és a Magyar Képzőművészek és Iparművészek Szövetsége tevékenységét kívánja erősíteni és kiegészíteni a belsőépítészet és a belsőépítészek érdekében.

## A Magyar Belsőépítész Közhasznú Egyesület tagjai
| Almer Zsuzsa, belsőépítész, építésztervező, képzőművész                                                   |
| Bakos Mária, belsőépítész                                                                                 |
| Baliga Kornél, belsőépítész                                                                               |
| Bara Ákos, belsőépítész                                                                                   |
| Burián Judit, belsőépítész, bútortervező                                                                  |
| Csavarga Rózsa, belsőépítész,tervezőművész                                                                |
| Csomay Zsófia, belsőépítész, építész, szakíró                                                             |
| Csortos Szabó Sándor, belsőépítész, filmes, fotográfus                                                    |
| Dorozsmai Annamária, belsőépítész                                                                         |
| Dragonits Márta, belsőépítész, építész, műemlékvédelmi szakértő                                           |
| Ebedli Gyula, belsőépítész tervező művész                                                                 |
| Farkas Tibor,építész-tervezőművész                                                                        |
| Fekete György, belsőépítész, szakíró, kultúrpolitikus                                                     |
| Forster Jakab, festőművész                                                                                |
| Gál Magdolna, belsőépítész                                                                                |
| Géczy Nóra PHD építész-tervezőművész, belsőépítész, egyetemi docens                                       |
| Gergely László belsőépítész, építésztervező                                                               |
| Göbölyös Kristóf belsőépítész                                                                             |
| Görgényi Judit belsőépítész, bútortervező                                                                 |
| Gothárd Erzsébet belsőépítész, építész, designer                                                          |
| Gyürky András építész, tervezőművész, film díszlettervező, szakíró                                        |
| Hámory Judit,belsőépítész,                                                                                |
| Hefkó Mihály, belsőépítész, bútortervező, oktató, szakíró                                                 |
| Herédi Győző, művésztanár, látványtervező                                                                 |
| Hevessy-Somfi Kálmán Gáborbelsőépítész, erdész- és faipari mérnök, színtervező művész                     |
| Honfi Imre, építész, belsőépítész, vezető tervező, bútortervező                                           |
| Horváth Péter Kornél, belsőépítész, építész, designer                                                     |
| Illés Attila, belsőépítész, vezető tervező                                                                |
| Ivány Inke, építész, belsőépítész, bútortervező                                                           |
| Jakab Csaba, belsőépítész, építész, bútortervező, egyetemi docens                                         |
| Kabafi Adrienne, belsőépítész, tervezőművész                                                              |
| Kaczián Tibor, belsőépítész, bútortervező                                                                 |
| Karajz Zsolt, belsőépítész, díszlettervező                                                                |
| Kiss Julianna Beatrix, belsőépítész tervező művész                                                        |
| Kiszely Mária, belsőépítész, iparművész, művészeti menedzser                                              |
| Kocsán Éva, belsőépítész tervezőművész                                                                    |
| Lampert Angéla, Pothorszki Angela, belsőépítész                                                           |
| Láng Judit, építész, belsőépítész, bútortervező                                                           |
| Lukács Zsófia, DLA építész tervezőművész, enteriőr történet kutató                                        |
| Mag Ildikó, belsőépítész                                                                                  |
| Magyar Mihály (B), belsőépítész, dizájner                                                                 |
| Magyari Éva, belsőépítész                                                                                 |
| Marinov Gusztáv, belsőépítész, iparművész                                                                 |
| Márton László Attila, belsőépítész, iparművész                                                            |
| Máthé András, belsőépítész tervezőművész                                                                  |
| Meller András, belsőépítész, építész                                                                      |
| Mráz Tibor, építész, tervezőművész                                                                        |
| Nádai Tibor, belsőépítész, designer                                                                       |
| Ottlik György, belsőépítész tervezőművész, dizájner                                                       |
| Pauló Lenke, belsőépítész                                                                                 |
| Pál László Csaba, belsőépítész, bútortervező, szakíró                                                     |
| Petheő Tímea, belsőépítész                                                                                |
| Selmeczi György , belsőépítész, látványtervező, díszlettervező                                            |
| Siklósi Dalma, építész                                                                                    |
| Simon Zsolt, belsőépítész                                                                                 |
| Somogyi Pál, építész, belsőépítész, bútortervező, designer                                                |
| Szabó Anna Julianna okleveles építészmérnök,                                                              |
| Szedmer Szilvia Hegyiné, belsőépítész tervezőművész, városgazdazási üzemmérnök, műemlékvédelmi szakmérnök |
| Szekér Ferenc, belsőépítész, építész, bútortervező                                                        |
| Szenes István, építész-belsőépítész                                                                       |
| Szilágyi Márta belsőépítész, építész                                                                      |
| Szlabey Balázs építész tervező művész                                                                     |
| Tasnády György belsőépítész                                                                               |
| Teklits Judit, belsőépítész                                                                               |
| Tildi Béla, építész, belsőépítész, bútortervező                                                           |
| Toldi Zoltán, belsőépítész,                                                                               |
| Török Szabolcs Bence DLA építész                                                                          |
| Tóth Anikó, belsőépítész, bútortervező                                                                    |
| Tóth Tibor Pál, belsőépítész, tervező művész, építész,bútoripari formatervező                             |
| Uherkovich Ágnes, belsőépítész, építész                                                                   |
| Ungvári Csilla, belsőépítész                                                                              |
| Veres Péter, belsőépítész, bútortervező                                                                   |

## Külső hivatkozások
- A Magyar Belsőépítész Egyesület honlapja
- Magyar Építészeti Nemzeti Szalon